# Pêche à l'arc

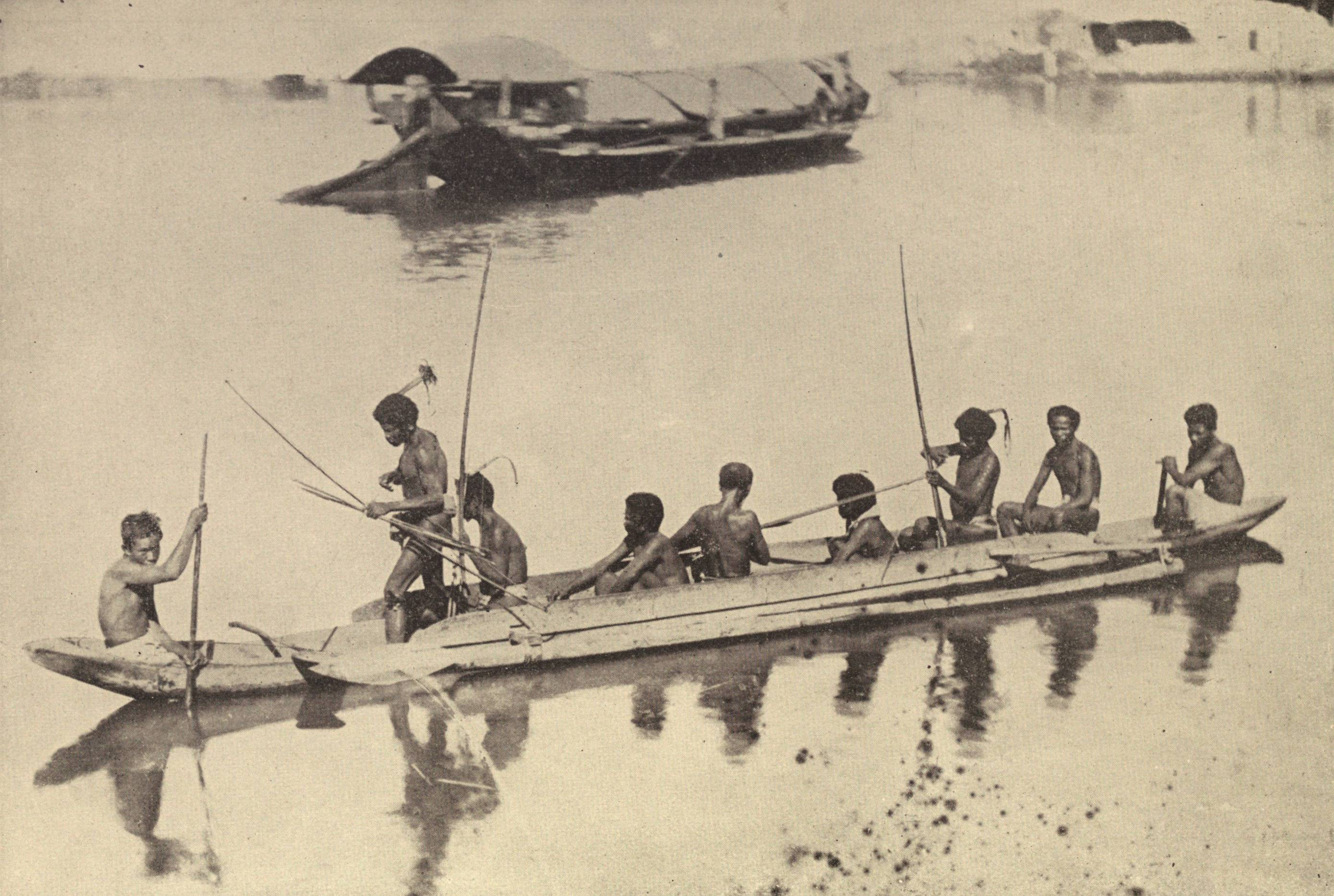
Les Philippins Négritos utilisaient traditionnellement des arcs et des flèches pour pêcher les poissons dans des eaux claires.

La pêche à l'arc est une méthode de pêche qui utilise du matériel de tir à l'arc spécialisé pour tirer et récupérer le poisson. Les poissons sont abattus avec une flèche barbelée attachée par une ligne spéciale à un moulinet monté sur la proue. Parmi les espèces d'eau douce couramment chassées, on peut citer la carpe commune, la carpe des roseaux, la carpe à grosse tête, le lévrier alligator et le poisson spatule. En eau salée, les raies et les requins sont régulièrement recherchés.

## Équipement

### Arcs
Les arcs sont généralement très simples. La plupart n’ont pas de viseur et la visée se fait au jugement. Il existe plusieurs types de repose flèches, y compris le hook et le roller rest. La plupart des arcs n'ont pas beaucoup de puissance. Cela diffère selon le matériel disponible et les préférences personnelles. Il existe deux principaux types d'arcs. Les arcs traditionnels comprennent les arcs longs et les arcs classiques. Plus récemment, les arcs à poulies sont également utilisés.
L'arbalète est également parfois utilisée de cette manière et présente des avantages propres, notamment l'utilisation d'un moulinet.

### Flèches

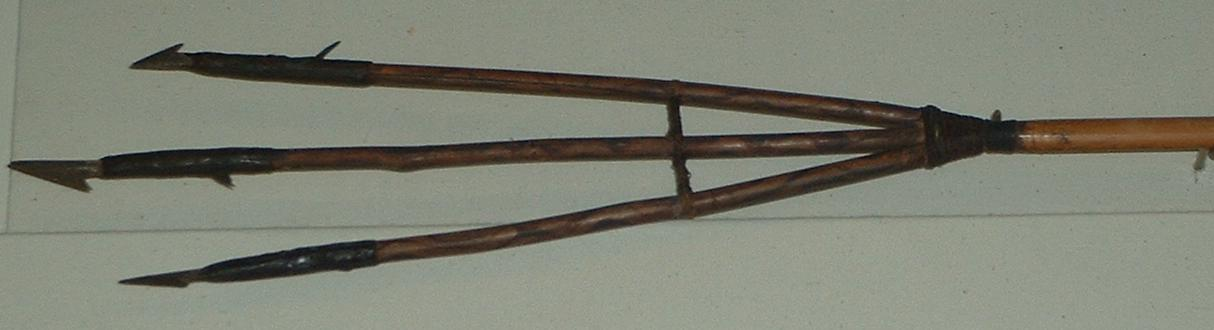
Flèche à trois branches portant trois points barbelés. Pour attraper du poisson dans les rivières de la Guyane. Photographié au Royal Albert Memorial Museum, à Exeter, dans le Devon.

Les flèches de pêche à l’ arc sont considérablement plus lourdes et plus solides que les flèches utilisées dans d’autres types de discipline et sont le plus souvent construites en fibre de verre d'un diamètre de 16 pouces, mais des fibres de verre renforcées en aluminium, en fibre de carbone et en fibre de carbone renforcées sont également utilisées. En règle générale, les flèches de pêche à l'arc n'ont pas de plumes, car elles peuvent provoquer une déviation de la flèche d'un côté ou de l'autre sous l'eau et ne sont pas nécessaires aux distances relativement courtes associées à la pêche à l'arc. La ligne est attachée à la flèche en la liant à un trou dans le tube de la flèche ou en utilisant un système à glissière.

### Ligne
La ligne de pêche à l’arc est souvent faite de nylon tressé, de Dacron ou de Spectra. Les poids de ligne couramment utilisés vont de 80 à 400 livres, 600 étant utilisés pour la chasse à l’arc pour les alligators. La couleur de trait est normalement le vert lime, le blanc ou le néon orange.

### Bobines
Trois types de moulinets sont couramment utilisés dans la pêche à l'arc : le hand-wrap, le spincast et le retriever. Les bobines à main sont les plus simples ; ils consistent en une bobine circulaire sur laquelle la ligne est enroulée à la main, puis fixée dans une fente de maintien de ligne. Lorsque la flèche est tirée, la ligne se libère du support de ligne et se glisse de la bobine. Les poissons sont attrapés en tirant la ligne à la main ; les moulinets manuels sont les moins efficaces pour combattre les poissons touchés avec une flèche, mais ils peuvent être utilisés conjointement avec un système de flotteurs pour tirer et combattre les gros poissons. Les moulinets Retriever ont une "bouteille" qui maintient la ligne en place. Lorsque la ligne est tirée, elle sort jusqu'à ce que le tir soit trop loin et que la ligne s'épuise ou que le chasseur abaisse un dispositif d'arrêt qui peut être utilisé pour empêcher un poisson de partir trop loin. Certains moulinets retriever ont des fentes coupées et sont connus sous le nom de moulinets retriever fendus. Ils sont plus couramment utilisés pour les alligators, les alligators garpiques, les requins et autres gros gibiers qui prendront plus de temps à chasser que les petits poissons.

### Des lunettes
L'une des clés de la pêche à l'arc est d'avoir un bon visuel de la cible. Pour voir les poissons dans l'eau par une journée ensoleillée, des lunettes de soleil polarisées sont utiles. Ils réduisent les reflets au-dessus de l'eau, ce qui permet de mieux voir ce qu'il y a en dessous de la surface. Différentes teintes et couleurs de lentilles font une différence dans la couleur de l'eau dans laquelle le chasseur pêche, du brun foncé au bleu et au vert plus clairs. La nuit, il est inutile de porter des lunettes, car les lumières permettent de voir à travers l’eau.

## Bateaux
Bien que la pêche à l'arc puisse être pratiquée à partir du rivage, les archers pêchent le plus souvent à partir de bateaux. Les "John boats" à fond plat et les canoës sont utilisés dans les zones à faible niveau d’eau, car ils ont moins d’attraction, mais ne conviennent pas à l’eau libre. Les plus gros bateaux peuvent accueillir plusieurs chasseurs. Nombre de ces bateaux sont hautement personnalisés, spécialement pour la pêche à l’arc, avec des plates-formes de tir surélevées et des générateurs pour alimenter plusieurs éclairages en vue de la pêche de nuit. Les hydroglisseurs incorporent également un certain type de propulsion à ventilateur pour fonctionner dans des eaux très peu profondes. Le ventilateur et le moteur sont généralement montés sur une plate-forme surélevée à l'arrière.

## Techniques
En plus de la pêche en bateau et au large, le pêcheur peut également pêcher à pied. Marcher dans les rivières permet au tireur de s'approcher du poisson sans être repéré si le chasseur est habile. Pour garder les poissons capturés tout en se déplaçant, le chasseur peut utiliser un limon attaché à une boucle de ceinture.
Une autre technique consiste à se tenir debout sur de gros rochers dans des parties moins profondes d’une rivière. Cela permet d'avoir une meilleure vue de l'eau. Aller de rocher en rocher dans une rivière avec deux chasseurs fait bouger le poisson s'il est inactif. Cela revient à garder le poisson chez l'autre chasseur ; pendant que l'un des chasseurs est dans l'eau, l'autre est immobile sur un rocher.
Toutes ces techniques de rivières fonctionnent généralement mieux pour la carpe ou le poisson chat, en fonction de l'emplacement.

### Visée
Savoir où viser un poisson peut être l'une des compétences les plus difficiles à maîtriser en pêche à l’arc. En raison de la réfraction de l'eau et de la distorsion optique de l'emplacement des objets dans l'eau, le fait de viser directement la cible entraîne généralement un raté. Viser bien en dessous de la cible compense l'illusion d'optique. La profondeur et la distance de la cible ont également un impact sur la distance à viser du poisson. 10 pieds de distance revient à viser 102mm plus bas. Il faut également ajouter 3 pouces pour chaque pied de profondeur d'eau dans laquelle la cible se trouve. La compensation réelle de la lumière réfractée ne tient cependant pas uniquement compte de la distance et de la profondeur, mais aussi de l'angle.

## Espèces ciblées

### Eau douce
- Ictiobus
- Tilapia
- Channidae

### Eau salée
- Barracuda

## Réglementation

### France
La pêche à l’arc en milieu maritime est pour le moment interdite : le décret 90-618 du 11 juillet 1990 liste les engins de pêche autorisés pour la pêche de loisir en milieu maritime. L’arc n’y figurant pas, on n'y a pas droit. Considérant les catégories en usage, il serait probablement à classer dans les "engins de grappin et de blessure"
La pêche à l’arc hors domaine maritime est, à l'inverse, autorisée par défaut dans les "eaux closes" car la réglementation pêche ne s'y applique pas (définies par la circulaire du 29 janvier 2008 : fossés, canaux, étangs, réservoirs et autres plans d’eau dans lesquelles le poisson ne peut passer naturellement.
Hors domaine privé, l'usage sera toutefois soumis au règlement d'une éventuelle l'association de pêche locale, elle-même sujette aux arrêtés préfectoraux.
Dans les eaux libres en revanche, le règlement des Fédérations de pêche s'impose, et celles-ci prévoient l'interdiction de "tous procédés ou de faire usage de tous engins destinés à accrocher le poisson autrement que par la bouche". Cela exclut donc la pêche à l'arc.